# منطقة تيكامجاره
تيكامجاره رمزها «TI» (بالإنجليزية: Tikamgarh)‏ ، هو تقسيم إداري لدولة الهند تتبع ولاية مدية برديش (بالإنجليزية: Madhya  Pradesh)‏ ، مركزها هو مدينة تيكامجاره (بالإنجليزية: Tikamgarh)‏ عدد سكانها حسب تعداد سنة 2001 هو 1,203,160 ، مساحتها 5,055 كم² وكثافة السكان 238 لكل كم² .